# Topologías de operadores

Diagrama de relaciones entre topologías en el espacio B(X) de operadores acotados

En el campo matemático del análisis funcional, existen varias topologías de operadores estándar que pueden caracterizar al álgebra B(X) de aplicaciones lineales acotadas sobre un espacio de Banach X.

## Introducción
Sea {\displaystyle (T_{n})_{n\in \mathbb {N} }} una secuencia de operadores lineales en el espacio de Banach X. Considérese la afirmación de que {\displaystyle (T_{n})_{n\in \mathbb {N} }} converge con algún operador T en X.
Esto podría tener varios significados diferentes:
- Si {\displaystyle \|T_{n}-T\|\to 0}, es decir, la norma de operadores de {\displaystyle T_{n}-T} (el supremo de {\displaystyle \|T_{n}x-Tx\|_{X}}, donde x se extiende sobre la 1-esfera en X) converge a 0, se dice que {\displaystyle T_{n}\to T} en una topología de operadores uniforme.
- Si {\displaystyle T_{n}x\to Tx} se verifica para todos los {\displaystyle x\in X}, entonces se dice que {\displaystyle T_{n}\to T} en una topología de operadores fuerte.
- Finalmente, supóngase que para todo x ∈ X se tiene que {\displaystyle T_{n}x\to Tx} en una topología débil de X. Esto significa que {\displaystyle F(T_{n}x)\to F(Tx)} para todos los funcionales lineales continuos F en X. En este caso, se dice que {\displaystyle T_{n}\to T} en una topología de operadores débil.

## Lista de topologías en B(H)
Existen numerosas topologías que se pueden definir en B(X) además de las utilizadas anteriormente. En un principio, la mayoría solo se definen cuando X= H es un espacio de Hilbert, aunque en muchos casos se han establecido generalizaciones apropiadas. Todas las topologías que se enumeran a continuación son localmente convexas, lo que implica que están definidas por una familia de seminormas.
En análisis, una topología se llama fuerte si tiene muchos conjuntos abiertos, y débil si tiene pocos conjuntos abiertos, de modo que los modos de convergencia correspondientes son, respectivamente, fuerte y débil.
En la topología propiamente dicha, estos términos pueden sugerir el significado opuesto, por lo que fuerte y débil se reemplazan por fino y tosco, respectivamente.
El diagrama de la derecha es un resumen de las relaciones, con las flechas apuntando de fuerte a débil.
Si H es un espacio de Hilbert, el espacio de Hilbert B(X) tiene un predual {\displaystyle B(H)_{*}} (único),
que consta de operadores de clase de seguimiento, cuyo dual es B(X).
La seminorma pw(x) para w positiva en el predual se define como
B(w, x*x)1/2.
Si B es un espacio vectorial de aplicaciones lineales en el espacio vectorial A, entonces σ(A, B) se define como la topología más débil en A, de modo que todos los elementos de B sean continuos.
- La topología normal o topología uniforme o topología de operadores uniforme está definida por la norma habitual ||x|| en B(H). Es más fuerte que todas las demás topologías siguientes.
- La topología débil (espacio de Banach) es σ(B(H), B(H)*), en otras palabras, la topología más débil tal que todos los elementos del B(H)* dual son continuos. Es la topología débil en el espacio de Banach B(H). Es más fuerte que las topologías de operadores débil y ultradébil. (Advertencia: la topología débil del espacio de Banach, la topología de operadores débil y la topología ultradébil a veces se denominan topología débil, pero son diferentes).
- La topología de Mackey o de Arens-Mackey es la topología localmente convexa más fuerte en B(H), de modo que el dual es B(H)*, y también es la topología de convergencia uniforme en Bσ(B(H)*, subconjuntos convexos compactos B(H) de B(H)*. Es más fuerte que todas las topologías siguientes.
- La topología σ-fuerte-* o topología ultrafuerte-* es la topología más débil y más fuerte que la topología ultrafuerte, de modo que el mapa adjunto es continuo. Está definido por la familia de seminormas pw(x) y pw(x*) para elementos positivos w de B(H)*. Es más fuerte que todas las topologías siguientes.
- La topología σ-fuerte o topología ultrafuerte o topología más fuerte o topología de operadores más fuerte está definida por la familia de seminormas pw(x) para elementos positivos w de B(H)*. Es más fuerte que todas las topologías siguientes, excepto la topología fuerte*. (NOTA: Debe tenerse en cuenta que a pesar del nombre de "topología más fuerte", es más débil que la topología normal).
- La topología σ-débil o topología ultradébil o topología de operadores débil-* o topología débil-* o topología débil o topología σ(B(H), B(H)*) está definida por la familia de seminormas |(w, x)| para los elementos w de B(H)*. Es más fuerte que la topología de operadores débil. (NOTA: la topología débil del espacio de Banach, la topología de operadores débil y la topología ultradébil a veces se denominan topología débil, pero son diferentes).
- La topología topología de operadores fuerte-* o fuerte-* está definida por las seminormas ||x(h)|| y ||x*(h)|| para h ∈ H. Es más fuerte que las topologías de operadores fuerte y débil.
- La topología de operadores fuerte (TOF) o topología fuerte está definida por las seminormas ||x(h)|| para h ∈ H. Es más fuerte que la topología de operadores débil.
- La topología de operadores débil (TOD) o topología débil está definida por las seminormas |(x(h1), h2)| para h1, h2 ∈ H. (NOTA: la topología débil del espacio de Banach, la topología de operadores débil y la topología ultradébil a veces se denominan topología débil, pero son diferentes).

## Relaciones entre las topologías
Los funcionales lineales continuos en B(H) para las topologías (de operadores) débil, fuerte y fuerte* son los mismos y son las combinaciones lineales finitas de los funcionales lineales (xh1, h2) para h1, h2 ∈ H.
Los funcionales lineales continuos en B(H) para las topologías ultradébil, ultrafuerte, ultrafuerte* y de Arens-Mackey son los mismos y son los elementos del predual B(H)*.
Por definición, los funcionales lineales continuos en la topología normal son los mismos que los de la topología débil del espacio de Banach.
Este dual es un espacio bastante grande con muchos elementos patológicos.
En conjuntos acotados por normas de B(H), las topologías (de operadores) débil y ultradébil coinciden. Esto se puede ver, por ejemplo, a través del teorema de Banach-Alaoglu.
Básicamente por la misma razón, la topología ultrafuerte es la misma que la topología fuerte en cualquier subconjunto acotado (normado) de B(H).
Lo mismo ocurre con la topología de Arens-Mackey, la topología ultrafuerte* y la topología fuerte*.
En espacios localmente convexos, el cierre de conjuntos convexos se puede caracterizar por funcionales lineales continuos. Por lo tanto, para un subconjunto convexo K de B(H), las condiciones de que K se cierre en las topologías ultrafuerte*, ultrafuerte y ultradébil son todas equivalentes y también son equivalentes las condiciones para todos los r > 0, de forma que K tiene una intersección cerrada con la bola cerrada de radio r en las topologías (de operadores) fuerte*, fuerte o débil.
La topología normal es metrizable y las demás no, y de hecho, no llegan a satisfacer el primer axioma de numerabilidad.
Sin embargo, en el caso de que H sea separable, todas las topologías anteriores son metrizables cuando se restringen a la bola unitaria (o a cualquier subconjunto delimitado por normas).

## Topologías utilizadas
Las topologías de operadores más utilizadas son la normal, la fuerte y la débil.
La topología de operadores débil es útil para argumentos de compacidad, porque la bola unitaria es compacta de acuerdo con el teorema de Banach-Alaoglu.
La topología normal es fundamental porque convierte a B(H) en un espacio de Banach, pero es demasiado fuerte para muchos propósitos. Por ejemplo, B(H) no es separable en esta topología.
La topología de operadores fuerte suele ser la más utilizada.
Las topologías de operadores ultradébil y ultrafuerte se comportan mejor que las topologías débil y fuerte, pero sus definiciones son más complicadas, por lo que normalmente no se utilizan a menos que realmente se necesiten específicamente algunas de sus propiedades. Por ejemplo, el espacio dual de B(H) en la topología de operadores fuerte o débil es demasiado pequeño para tener mucho contenido analítico.
La aplicación adjunta no es continua en las topologías de operadores fuerte y ultrafuerte, mientras que las topologías fuerte* y ultrafuerte* son modificaciones para que el adjunto se vuelva continuo. No se utilizan con mucha frecuencia.
La topología de Arens-Mackey y la topología espacial débil de Banach se utilizan relativamente poco.
En resumen, las tres topologías esenciales en B(H) son las topologías normal, ultrafuerte y ultradébil.
Las topologías de operadores débil y fuerte se utilizan ampliamente como aproximaciones convenientes a las topologías ultradébil y ultrafuerte. El uso de las otras topologías es relativamente menos frecuente.